# 小野美晴
小野 美晴（おの みはる、1976年12月18日 - ）は、日本の元AV女優。
東京都出身。T156、スリーサイズ：B84/W58/H85。血液型：A型。

## 略歴
1990年代後半に活動した。1996年2月デビュー。幼いルックスで女子高生役を多く演じる。一時期はストリップに出演していた。

## 作品

### アダルトビデオ（オリジナル作品）
小野美晴 名義
- 恥めまして!!　（1996年2月27日、KUKI）
- H大好き女子校生!! （1996年3月28日、KUKI）
- 制服エンジェル　（1996年4月25日、KUKI）
- AVアイドル隷嬢物語（1996年5月18日、KUKI） - 共演:桜沢菜々子、田崎由希
- 魅惑のエステティシャン（1996年9月18日、HRC）- 共演:聖まどか、川内梨帆
- ルームサービス 12　（1998年6月2日、ハリウッドフィルム）
- しおふき・1 （1998年7月9日、G SHOCK!）
- インモラル天使 37　（1998年8月21日、シネマジック）
- 監禁円舞曲 〜迷宮の肌〜　（1998年8月25日、SUDDEN DEATH）
- お姉さんの部屋 1 （1998年9月10日、God Mother）
- レースクィーン・美晴　（1998年10月10日、GANG STAR）
- 濡る濡る!性感エステ　美晴（1998年10月10日、WET）
- 仮面の花嫁　（1998年10月16日、シネマジック）
- 汚された堕天使 7　（1998年11月21日、アートビデオ）
- 奴隷姉妹3　小野美晴・篠原真女（1998年12月18日、シネマジック） - 共演:篠原真女
- 女子校生 蛇縛輪姦3（1998年12月18日、アタッカーズ）
- 放課後美少女かたろぐ4（1999年2月19日、アイデアポケット（アタッカーズ））
- 淫獣天使・美晴（1999年7月16日、アートビデオ）
- 女子校生れず 先輩と私 10（2004年12月23日、U&K） - 共演:麻田淳子　※再発

### オリジナルビデオ
- 告白の性 Vol.2 つい、漏らしちゃったんです　（1999年4月25日、ビームエンタテインメント） - 共演：宮澤ゆうな 他4名
- 新 校内写生　（1998年7月1日、スリーヴィ・ジャパン （日本コロムビア）） - 共演：若菜瀬奈、小川明日香 他

## 書籍

### 写真集
- Prism! プリズム　美少女写真集／小野美晴　（1996年8月31日発行、撮影：木下裕史、東京三世社）
- 失禁!! コスプレ美少女 (2000年5月30日、三和出版)

## アーケードゲーム
- THE・野球拳 パート27（NEWジャトレ） 共演:吉川由貴、美月星美、川内梨帆
- THE・野球拳 SUPER パート2（NEWジャトレ）　共演:吉川由貴、美月星美、川内梨帆